# Borzuchowo-Daćbogi
Borzuchowo-Daćbogi (prononciation : [bɔʐuˈxɔvɔ dat͡ɕˈbɔɡi]) est un village polonais de la gmina de Grudusk dans le powiat de Ciechanów de la voïvodie de Mazovie dans le centre-est de la Pologne.
Le village possède une population de 31 habitants en 2006.

## Histoire
De 1975 à 1998, le village appartenait administrativement à la voïvodie de Ciechanów.